# Duran Duran (Album)
Duran Duran ist das 1981 erschienene Debütalbum der gleichnamigen britischen Musikgruppe Duran Duran.

## Entstehung
Das Album wurde im Dezember 1980 und Januar 1981 in verschiedenen Aufnahmestudios in London (sowie in den Chipping Norton Studios) mit dem Produzenten Colin Thurston aufgenommen, kurz nachdem Duran Duran ihren Plattenvertrag mit EMI unterschrieben hatte.

## Covergestaltung
Das Albumcover wurde von Malcolm Garrett und Fin Costello entworfen.

## Titelliste
| A1 | Girls On Film     | 3:25 |
| A2 | Planet Earth      | 3:53 |
| A3 | Anyone Out There  | 3:56 |
| A4 | To The Shore      | 3:43 |
| A5 | Careless Memories | 3:47 |
| B1 | Night Boat        | 5:14 |
| B2 | Sound Of Thunder  | 3:58 |
| B3 | Friends Of Mine   | 5:32 |
| B4 | Tel Aviv          | 5:10 |